# Condado de Knox (Nebraska)
O Condado de Knox é um dos 93 condados do estado norte-americano de Nebraska. A sede do condado é Center, e a sua maior cidade é Creighton. O condado tem uma área de 881 km² (dos quais 23 km² estão cobertos por água), uma população de 9374 habitantes, e uma densidade populacional de 3,1 hab/km² (segundo o censo nacional de 2000). Foi fundado em 1854 e o seu nome é uma homenagem a Henry Knox (1750-1806), que foi o primeiro secretário da Guerra dos Estados Unidos entre 1785 e 1794.